# دایره (فیلم ۱۳۷۸)
دایره فیلمی ایرانی به کارگردانی جعفر پناهی و نوشته کامبوزیا پرتوی محصول سال ۱۳۷۸ است که در ایران اجازه نمایش نیافت اما تنها فیلم ایرانی برنده شیر طلایی جشنواره فیلم ونیز در سال ۲۰۰۰ شد.

## خلاصه داستان
فیلم روایتگر داستان شش زن است که از زندان گریخته‌اند و سرنوشت متفاوتی را تجربه می‌کنند. فرشته، مائده، الهام و نرگس هر یک به دنبال پناهگاهی برای خود هستند. مائده خیلی زود توسط پلیس دستگیر می‌شود. نرگس قصد بازگشت به شهر خود را دارد که به علت موانع متعدد ممکن نیست. فرشته که از طرف خانواده طرد شده درصدد سقط جنین فرزندی است که پدرش اعدام شده است…

## علت عدم نمایش
فیلم با کسب پروانه ساخت ساخته شد ولی پس از پایان مراحل تولید و ارائه برای دریافت پروانه نمایش توسط معاون سینمایی وقت سیف‌الله داد در سال ۱۳۸۰ توقیف شد. دایره در سال ۸۰ یک نوبت نمایش خصوصی در سینما سپیده داشت و در کشورهای ایتالیا و فرانسه اکران شد و جوایزی هم در این کشورها کسب کرد.

## عوامل
- تهیه‌کننده: جعفر پناهی
- فیلمنامه: کامبوزیا پرتوی (بر اساس طرحی از جعفر پناهی)
- تدوین: جعفر پناهی، بهرام دهقانی
- مدیر فیلمبرداری: بهرام بدخشانی
- زمان: ۹۰ دقیقه
- تاریخ اکران: این فیلم مجوز نمایش وزارت ارشاد نگرفت و در ایران نمایش داده نشد.

## بازیگران
- نرگس ممی‌زاده رازلیقی در نقش نرگس ممی‌زاده رازلیقی
- فرشته صدرعرفایی در نقش فرشته (پری)
- فاطمه نقوی در نقش مادر (نیر)
- مریم پروین آلمانی در نقش مریم پروین آلمانی (آرزو)
- الهام سبکتکین در نقش الهام سبکتکین
- مژگان فرامرزی
- منیر عرب در نقش منیر
- مائده طهماسبی در نقش مائده
- مریم شایگان در نقش پروانه (هوو)
- سولماز پناهی

## جوایز
- جایزه شیر طلایی جشنواره فیلم ونیز، ۲۰۰۰
- جایزه تندیس زرین بهترین فیلمبرداری، بهترین فیلم و بهترین فیلم به انتخاب منتقدان، پنجمین جشن خانه سینما، ۱۳۸۰
- جایزه بهترین فیلم، بهترین فیلم به انتخاب مخاطبان و بهترین فیلم منتقدان، جشنواره فیلم اروگوئه، ۲۰۰۱
- جایزه یونیسف، جشنواره فیلم ونیز، ۲۰۰۰
- جزو پنجاه DVD برتر سينما از دید سان فرانسیسکو کرونیکل[۳]
- جزو ۱۰۰ فیلم برتر نخستین دهه هزاره سوم از نگاه منتقدان نشریه گاردین بریتانیا[۴]